# Pigment ptérinique
On appelle pigments ptériniques un groupe de pigments organiques dérivés de la ptérine. Ils sont particulièrement répandus dans le règne animal ; on peut notamment les trouver chez les polychètes, les insectes (papillons en particulier), dans la peau des poissons, chez les amphibiens, les reptiles et les oiseaux.
Ces pigments dérivent en général de la 2-amino-4-hydroxyptéridine (forme énolique de la ptérine).
On compte parmi ces pigments, la xanthoptérine et la sépiaptérine (jaune), la leucoptérine et l'isoxanthoptérine (blanc), l'érythroptérine et la drosoptérine (rouge) ou encore la lépidoptérine.